# 多治比国人
多治比 国人（たじひ の くにひと）は、奈良時代の貴族・歌人。官位は従四位下・遠江守。

## 経歴
天平8年（736年）従五位下に叙爵し、天平10年（738年）民部少輔に任ぜられる。天平18年（746年）正五位下、天平勝宝元年（749年）正五位上、天平勝宝3年（751年）従四位下と、聖武朝末から孝謙朝の初頭にかけての橘諸兄政権下にて順調に昇進し、この間に播磨守・大宰少弐・右大弁などを務めている。
天平宝字元年（757年）橘奈良麻呂の乱が発生した際には遠江守を務めていたが、策謀が露見した後に平城京に召喚されて尋問を受け、結局伊豆国への流罪となった。
歌人として『万葉集』に和歌作品4首（長歌1首と短歌3首）が採録されている。

## 官歴
『続日本紀』による。
- 天平8年（736年） 正月21日：従五位下
- 天平10年（738年） 閏7月7日：民部少輔
- 時期不詳：従五位上
- 天平18年（746年） 4月22日：正五位下
- 天平20年（748年） 11月23日：見播磨守[2]
- 天平勝宝元年（749年） 7月2日：正五位上
- 天平勝宝2年（750年） 3月12日：大宰少弐
- 天平勝宝3年（751年） 正月25日：従四位下
- 天平勝宝5年（753年） 日付不詳：見右大弁[3]
- 天平勝宝6年（754年） 7月20日：御装束司（太皇太后（藤原宮子）崩御）
- 天平勝宝8歳（756年） 5月3日：御装束司（聖武上皇崩御）
- 天平勝宝9歳（757年） 6月16日：摂津大夫。日付不詳：遠江守
- 天平宝字元年（757年） 7月4日：流罪（伊豆国）